# 2,6-다이하이드록시벤조산
2,6-다이하이드록시벤조산(영어: 2,6-dihydroxybenzoic acid)은 다이하이드록시벤조산의 일종이다.  γ-레조르실산(영어: γ-resorcylic acid)이라고도 한다.
2,6-다이하이드록시벤조산 분자 내 수소 결합으로 인해 매우 강한 산이다.

## 같이 보기
- 2,3-다이하이드록시벤조산 (하이포갈산)
- 2,4-다이하이드록시벤조산
- 2,5-다이하이드록시벤조산 (젠티스산)
- 3,4-다이하이드록시벤조산 (프로토카테츄산)
- 3,5-다이하이드록시벤조산